# Coelogyne monticola
Coelogyne monticola är en orkidéart som beskrevs av Johannes Jacobus Smith.
Coelogyne monticola ingår i släktet Coelogyne och familjen orkidéer. Artens utbredningsområde är Sulawesi. Inga underarter finns listade i Catalogue of Life.